# Alfabeto (ciência da computação)
Em ciência da computação e em lógica matemática, um alfabeto é um conjunto de símbolos, como letras ou dígitos. O alfabeto mais comum é {\displaystyle {0,1}}, o alfabeto binário. Uma cadeia finita é uma sequência finita de letras de símbolos de um determinado alfabeto; por exemplo, uma cadeia binária é uma cadeia formada pelo alfabeto binário.
Dado um alfabeto {\displaystyle \Sigma }, escreve-se {\displaystyle \Sigma ^{*}} para definir o conjunto de todas as cadeias formadas a partir do alfabeto {\displaystyle \Sigma }. Neste caso, {\displaystyle {}^{*}} define o operador fecho de Kleene. Escreve-se {\displaystyle \Sigma ^{\infty }} (ou, ocasionalmente, {\displaystyle \Sigma ^{\mathbb {N} }} ou {\displaystyle \Sigma ^{\omega }}) para definir o conjunto de todas as sequências infinitas formadas a partir do alfabeto {\displaystyle \Sigma }.
Por exemplo, usando o alfabeto binário {\displaystyle {0,1}}, as cadeias {\displaystyle {\varepsilon ,0,1,00,01,10,11,000,\ldots }} estariam no fechamento do alfabeto; {\displaystyle \varepsilon } representa a cadeia vazia.
Alfabetos são importantes em linguagens formais, autômatos e semiautômatos.